# CAMCAT

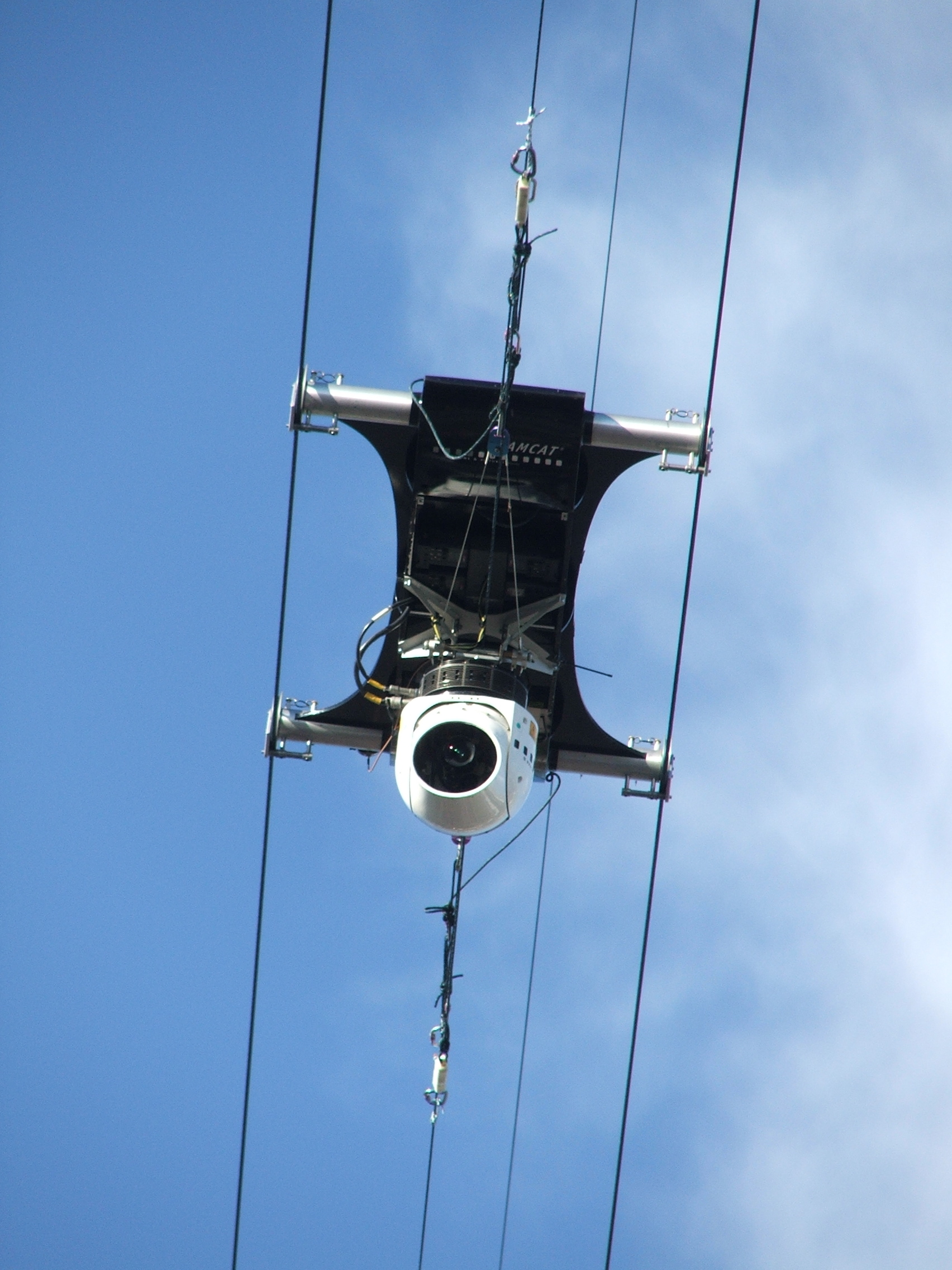
CAMCAT (München, Papst-Messe 2006)

CAMCAT von CAMCAT-Systems GmbH ist der als Warenzeichen eingetragene Name einer Seilkamera, die in den Grundzügen von Georg Riha seit den 1990ern entwickelt wurde. Dieses System ermöglicht Kamerafahrten in großer Höhe über weite Strecken hinweg, etwa in unwegsamem Gelände. Es besteht aus einigen Basismodulen, deren Kombination die Anpassung an individuelle Aufnahmesituationen erlauben. Im Jahr 2009 wurde die gesamte Technik von Alexander Brozek und Thomas Schindler übernommen und in eine eigens dafür gegründete Firma eingebracht. Mit diesem Schritt startete die große geplante Forschungs- und Entwicklungsoffensive. Die CAMCAT bekam seither nicht nur völlig neues Zubehör, sondern es werden sämtliche Steuer-, Regel- und Sicherheitsmechanismen neu entwickelt.

## Historische Entwicklung
Das heutige CAMCAT System ist das Ergebnis jahrelanger Entwicklungsarbeit. Bereits 1992 begannen die ersten Überlegungen für die Entwicklung eines neuartigen Kamera-Seilbahnsystems. Das Ziel war von Anfang an die extreme Leichtbauweise und eine hohe Mobilität im Einsatz. Am Beginn stand der Ansatz eines selbstfahrenden Wagens mit einer Daten- und Energieversorgung über ein Lichtleiter-Kupfer-Hybridkabel. In diese Richtung ging auch die damalige Patentanmeldung. Das Projekt wurde zu dieser Zeit bereits vom österreichischen ForschungsFörderungsFonds unterstützt. Im Jahr 1995 wurde diese Phase beendet. Die ursprünglich geplanten Parameter waren erreicht worden.
Durch die intensive Auseinandersetzung mit diesen Möglichkeiten, stiegen auch die Ansprüche an das gewünschte System. Damals wurde die Entscheidung getroffen, aus Gründen extrem hoher Sicherheitsanforderungen und Performance in Richtung Tandem-Tragseile und Umlaufzugseil weiterzuentwickeln.
Im Laufe des Jahres 1996 existierte bereits das erste Modell in dieser neuen Konfiguration. Die Performance war eine Geschwindigkeit von ca. 45 km/h über eine Strecke von 300 m und bis zu einem Winkel (gegenüber der Waagrechten) von 70 Grad. Das Seilbahnsystem dieser Generation wurde bereits für die ORF-Universum-Dokumentation St. Stephan – Der lebende Dom eingesetzt.
Der beträchtliche Erfolg dieser Bilder war auch 1997 der Ansporn, ein äußerst hochwertiges modulares System einer neuen Generation zu planen. Dieser Standard sollte in der Normalversion 80 km/h, eine Streckenlänge von 450 m und einen Winkel von 45 Grad erreichen. Es wurde eine Serie von 4 Systemen begonnen.
Zusätzlich wurden die ersten Tests für eine High Speed Version begonnen. Die gewünschte Performance: 120 km/h mit einer Streckenlänge bis 1000 m. Außerdem wurde eine weitere Variante (CAMCAT® Vertical) für sehr steile bis lotrechte Fahrten realisiert.
Mit Beginn des Jahres 2000 war dieser Status erreicht. In der Zwischenzeit werden laufend Weiterentwicklungen vorgenommen, eine umfassende Systemabnahme durch den deutschen TÜV hat bereits stattgefunden.
Die maximale Einsatzlänge bisher war ca. 1000 m (Olympische Spiele), die max. Geschwindigkeit im Einsatz 130 km/h (Vierschanzentournee), der schwierigste Aufbau ca. 750 m Länge in der Dorferklamm. Der steilste Einsatz 130 m Höhe, 80 Grad im Vienna Twin Tower, der heikelste Einsatz: im Prunksaal der Nationalbibliothek in Wien, die größte Last bisher: 2 Shots mit einer IMAX Kamera für „Majestic White Horses“ und bei der Spielfilmproduktion "3 Musketiere" mit einem 3D-Rig.

## Funktionsweise und Varianten

### 1D – Eindimensionales System
Mit einem Eindimensionalen System kann die Kamera entlang einer Achse bewegt werden. Die Kamera wird an der Unterseite des Kamerawagens befestigt, meist an einem stabilisierten Kamerakopf, um ein Verwackeln der Aufnahmen zu vermeiden.
Der Kamerawagen, auch Buggy genannt, liegt auf zwei parallel gespannten Seilen, den Führungsseilen, die im Regelfall an Kränen befestigt werden. Mit Hilfe eines dritten, direkt am Kamerawagen befestigten Seils, dem Zugseil, kann der Buggy entlang der zwei gespannten Führungsseile gezogen werden. Ein Einsatz ist sowohl horizontal, als auch vertikal möglich. Des Weiteren ist auch ein Hochgeschwindigkeitsmodell im Einsatz mit welchem Geschwindigkeiten bis zu 130 km/h erreicht werden können.
Varianten:
- CAMCAT Standard (70 km/h, 1000 m Länge)
- CAMCAT Vertical (30 km/h, 200 m Länge)
- CAMCAT High Speed (130 km/h, 1000 m Länge)

### 2D – Zweidimensionales System
Bei einem Zweidimensionalen System wird ein Eindimensionales System durch ein weiteres Seil, das Hebeseil, erweitert. Mit diesem zusätzlichen Seil kann die, Flight Deck genannte, Kameraplattform während der Fahrt abgesenkt und angehoben werden und ermöglicht somit zusätzlich zur horizontalen Fahrt, eine vertikale Bewegungen.
Varianten:
- CAMCAT 2D (65 km/h, 300 m Länge)
- CAMCAT 2D Outrigger (40 km/h, 300 m Länge)

## Einsätze

### Feature Film (Auswahl)
- Die Chroniken von Narnia: Prinz Kaspian von Narnia (2008)
- Goal II – Der Traum ist real! (2007)
- Eragon – Das Vermächtnis der Drachenreiter (2006)
- Harry Potter und der Feuerkelch (2005)
- Harry Potter und der Gefangene von Askaban (2004)
- Troja (2004)
- Die Promoterin (Originaltitel: Against the Ropes) (2003)
- Resident Evil (2002)

### Commercial (Auswahl)
- Goodgate Productions – Visa (2006)
- Gerard de Thame Films Ltd. – Quixtar (2006)
- Garage Films – Sonho (2006)
- Blink Productions – UPS (2005)
- Widescope Productions – Nike (2003)
- Filmservice München – Mercedes (2003)
- Laszlo Kadar Film GmbH&Co KG – Dallmayr (2002)
- Propaganda Films – Coca-Cola (2001)
- Novotny & Novotny Film – A1-Mobilkom (2001)
- N-Europa – Asahi Beer (2001)
- Just 24/7 – Twin Tower (2001)
- NISSAN – Primera (1998)
- BUKA – Life Frames Austria (1998)

### Documentary (Auswahl)
- Salzburg – Im Schatten der Felsen (AUT, 2006)
- Wachau – Land am Strome (AUT, 2005)
- Der Kreml – Im Herzen Russlands, (D, 2004)
- Schönbrunn – Quelle der Schönheit (AUT, 2002)
- IMAX: Magic White Horses (AUT, 2000)
- Glockner – Der schwarze Berg (AUT, 2000)
- Florenz – Schauplätze der Weltkulturen (I, 1998)
- St. Stephan – Der lebende Dom (AUT, 1997)

### Event (Auswahl)

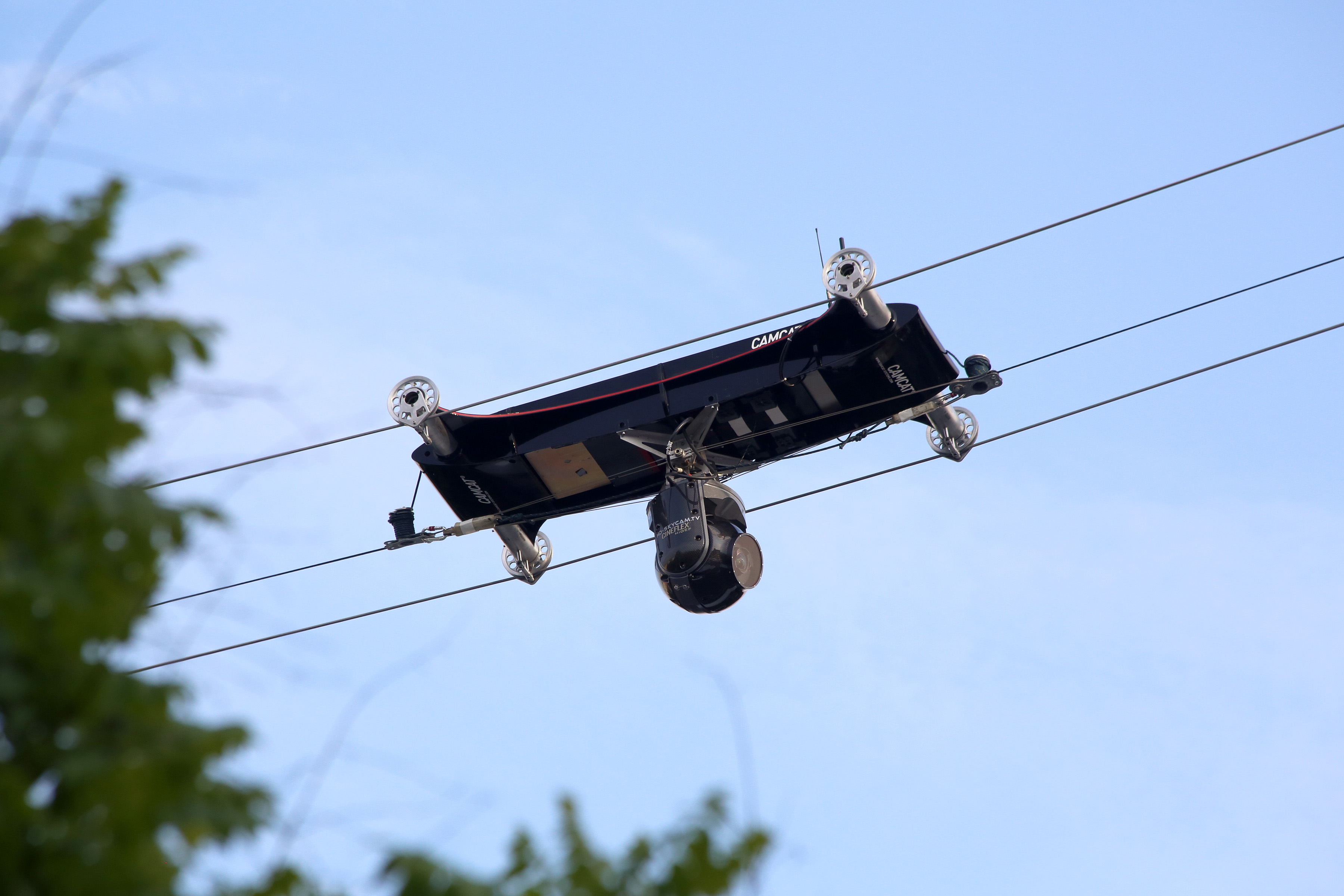
CAMCAT am Life Ball 2013

- Life Ball, Wien (2005, 2006, 2007, 2009, 2013)
- Beijing Happy Valley, Peking (2007)
- Karneval in Rio, Rio de Janeiro, (Brasilien, 2007, 2008)
- Pre-Olympic Show, Peking (2007)
- Nanning International Folk Song Arts Festival (China, 2006)
- Papst Benedikt in München und Regensburg (2006)
- 20. Weltjugendtag 2005, Köln (2005)
- Victory Day Celebrations, Moskau (2005)
- Militärparade 50 Jahre österreichisches Bundesheer (2005)
- Wetten, dass..?, Berlin (2004)
- Royal Wedding, Madrid (2004)
- Opening Forum Barcelona (2004)
- Opening Sazka Arena, Prag (2004)
- Angelobung von Präsident Putin, Moskau (2004)
- Robbie Williams – Live At The Royal Albert Hall, London (2001)
- Paavo the Great. Great Race. Great Dream – Open Air Oper, Helsinki (2000)
- Wiener Rathaus – Millenniumsfeier, Wien (2000)
- *NSYNC – No Strings Attached Tour, Madison Square Garden, New York City (2000)
- World Sports Award of the Century, Wiener Staatsoper, Wien (1999)
- Janet Jackson – Velvet Rope Tour, Madison Square Garden, New York City (1998)
- EU-Gala Heldenplatz, Wien (1998)
- Michael Flatley – Feet of Flames, Hyde Park, London (1998)

### Sport (Auswahl)
- Olympische Winterspiele 2010, Vancouver (2010)
- Olympische Sommerspiele 2008, Peking (2008)
- Skiflug-Weltmeisterschaft 2008, Oberstdorf (2008)
- Royal Ascot Horse Race (2000, 2001, 2002, 2007, 2008, 2009)
- Skispringen in Oberstdorf und Neujahrsspringen in Garmisch-Partenkirchen im Rahmen der Vierschanzentournee (2001–2010)
- Formel 1, São Paulo (2007)
- Fußball-Weltmeisterschaft 2006, Berlin (2006)
- UCI UCI-Straßen-Weltmeisterschaften 2006, Salzburg (2006)
- Olympische Winterspiele 2006, Turin (2006)
- Formel 1, Barcelona (2006)
- Nordische Skiweltmeisterschaften 2005, Oberstdorf (2005)
- Skisprung-Weltcup 2005/2006, Kulm (2005)
- UEFA Champions League Spiele, Ernst-Happel-Stadion, Wien (2005)
- Olympische Sommerspiele 2004, Athen (2004)
- MotoGP Sachsenring (2003)
- UEFA Champions League Spiele, Olympiastadion München (2003)
- Alpine Skiweltmeisterschaften 2003, St. Moritz (2003)
- Leichtathletik-Weltmeisterschaften 2003, Paris (2003)
- Olympische Winterspiele 2002, Salt Lake City (2002)
- Skisprung-Weltcup 2002/2003, Harrachov (2002)
- Leichtathletik-Weltmeisterschaften 2001, Edmonton (2001)
- Alpine Skiweltmeisterschaften 2001, Ofterschwang (2001)
- Kentucky Derby Breeders Cup, Louisville (2000)
- Nascar – Homestead, Miami (2000)
- Ruder-Weltmeisterschaften 2000, Wien (2000)
- UEFA Champions League Finale, Stade de France, Paris (2000)
- Leichtathletik-Weltmeisterschaften 1999, Sevilla (1999)
- Skispringen, Bischofshofen (1999)